# セレブリティ・クルーズ
セレブリティ・クルーズ(Celebrity cruises)はアメリカのマイアミに本社を置く、クルーズ客船運航会社。1997年にロイヤル・カリビアン・インターナショナル(RCI)によって買収され、現在はロイヤル・カリビアン・グループの100％子会社として運営されている。

## 概要
1989年にギリシアのチャンドリスグループによって創業。高品質かつ独特のサービスで好評を受けたが1997年にロイヤル・カリビアン・インターナショナル(RCI)によって買収された。現在はロイヤル・カリビアン・グループ傘下で、RCIのワンランク上のブランドとして運営されている。ちなみにロゴマークやファンネルで一見なんの関係もなさそうなXが強調されているのは、元の母体であるチャンドリスをギリシア語で表記するとΧΑΝΔΡΗ（Χανδρή）となるからである。
日本の総代理店はミキ・ツーリスト。日本語での予約サイトを運営しており、変動する料金や客室の空き状況、最新の日程を簡単に検索することができる（下記外部リンク「セレブリティクルーズ（日本語予約サイト）」）。

## ブランド
ブランドは主に「セレブリティクルーズ」と「アザマラクルーズ」の2つがある。

### セレブリティクルーズ
セレブリティクルーズはプレミアムクルーズとして1995年から運航。船体は白と濃紺で塗り分けられていて、他社と比較すると角ばったフォルムをしている。ファンネルの形は台形で濃紺、白地でXが強調されたデザインをしている。
2008年、約6年半ぶりにブランド最大となる新シリーズ、ソルスティスクラスの客船が造船され、2009年4月現在10隻を保有している。ソルスティスクラスの船は今後も2012年まで毎年1隻ずつ就航する予定。
活動エリアは世界広域。夏はアラスカ・ヨーロッパ、冬場はカリブ海といった具合にベストシーズンなエリアを一週間からそれ以上の日程でローテーションを組んで回る。バミューダに強いのが特徴。
また、セレプリティ・エクスペディションはガラパゴス諸島クルーズ専用客船である。

### アザマラクルーズ
アザマラクルーズは2007年に立ち上げられた新ブランド。3万トンクラスと中型ながら、全室バトラー（執事）付き、乗客1.8人に対して乗務員1人というよりきめ細かいサービスを売りとしている。また、中型船の利点を生かし、他にない寄港地を含む日程があるのも特徴。2009年4月現在2隻を保有している。このたび、アザマラ・クラブ・クルーズとブランドを改名し、さらに上級感を演出したサービスに取り組むことが公表されている。セレブリティ・クルーズを含むロイヤル・カリビアン・グループはラグジュアリー・ブランドを持たないため、アザマラ・クラブ・クルーズはラグジュアリーへ一歩踏み出したブランドとしてサービスを提供する意図があるものと思われる。

## サービスの特徴
食
世界的なトップシェフ、ジャック・ヴァン・シュターデンが全ての料理メニューを監修をしており、食事に関しては厳しい評価が多いベルリッツ・クルーズガイドでも高評価を得ている。
メインレストランのほかにもスペシャリティレストランやスパカフェを設けている。ミレニアムのオリンピックレストランが有名。特にソルスティスクラスでは3つのスペシャリティレストランを含む10の飲食設備を備えているのが特徴。
ディナーは2回制、予め席が決められる。
ネットワーク
テレビといえば単純に見るだけであるが、セレブリティの場合は双方向ネットワークが確立されていて、客室でリモコンを操作しながらオプショナルツアーの予約、ルームサービスの注文、レセプトのチェックなどが可能。
船の中でもインターネットが使えるのはもはや一般的になっているが、セレブリティは特定の場所なら無線LANを利用することによって自分のパソコンを使用してのインターネットや電子メールの送受信を行える。また、乗船前にセレプリティのホームページに個人情報を入力することによってチェックインを簡単に済ませることができる。

## 保有する客船

### セレブリティクルーズ・ブランド

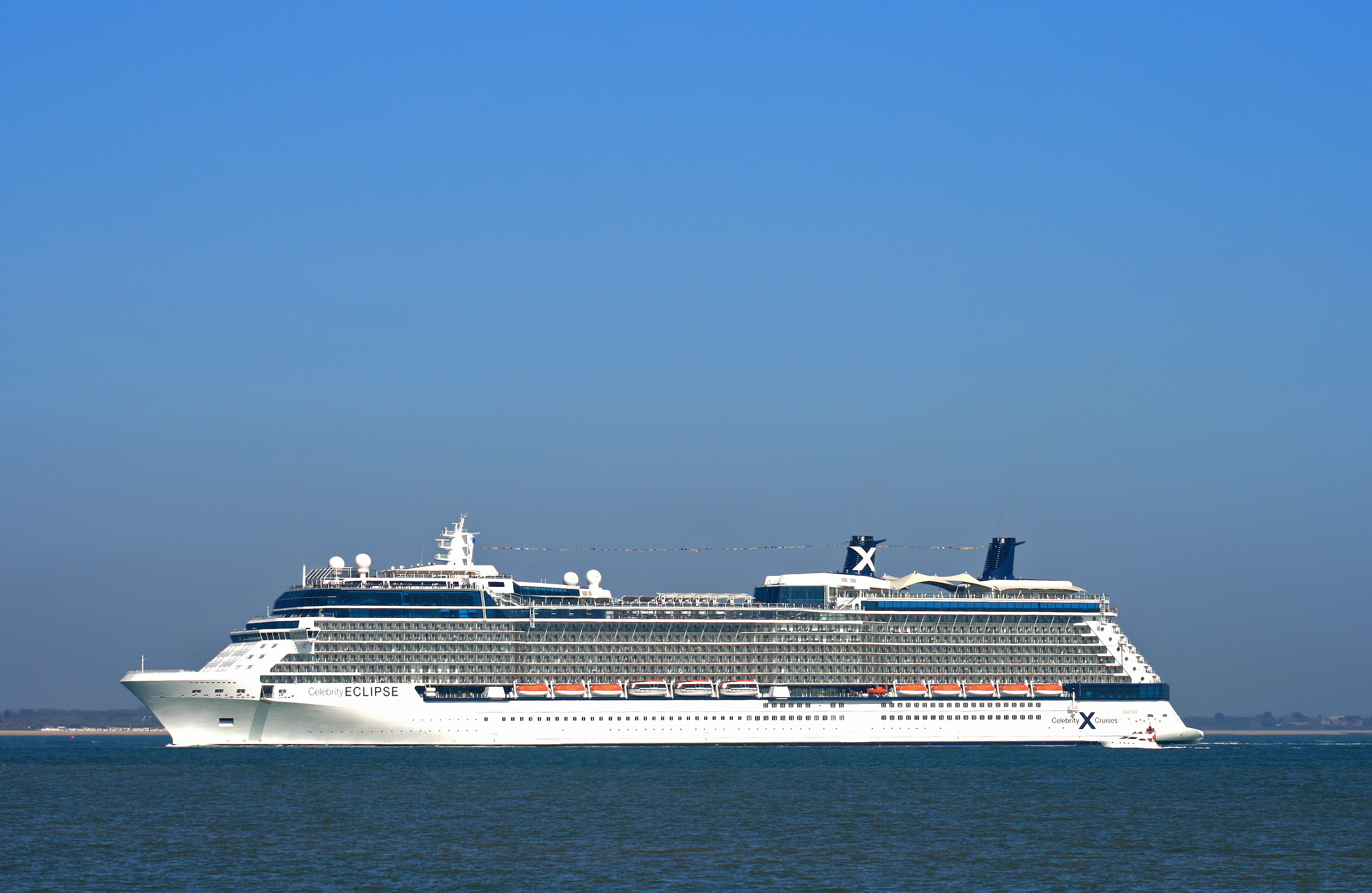
セレブリティ・エクリプス

#### ソルスティス級
12万1878総トン。
- セレブリティ・ソルスティス（2008年11月就航）
- セレブリティ・イクノス（2009年7月就航）
- セレブリティ・エクリプス（2010年4月就航）
- セレブリティ・シルエット（2011年7月就航）
- セレブリティ・リフレクション（2012年就航予定）

本級の推進方式は、ミレニアムクラスの運用上の反省に基づき、低公害型ディーゼル発電機とポッド型推進器の組み合わせとなっている。建造はドイツのマイヤー・ヴェルフトのパーペンバーグ造船所で、推進器はアジポッドを採用している。船内照明としてLED灯を広範に採用するなどし、従来の同程度の総トン数のクルーズ客船に対して30%の船内消費電力及び二酸化炭素排出削減を実現したと標榜している。2012年までに合計5隻が整備される予定となっている。

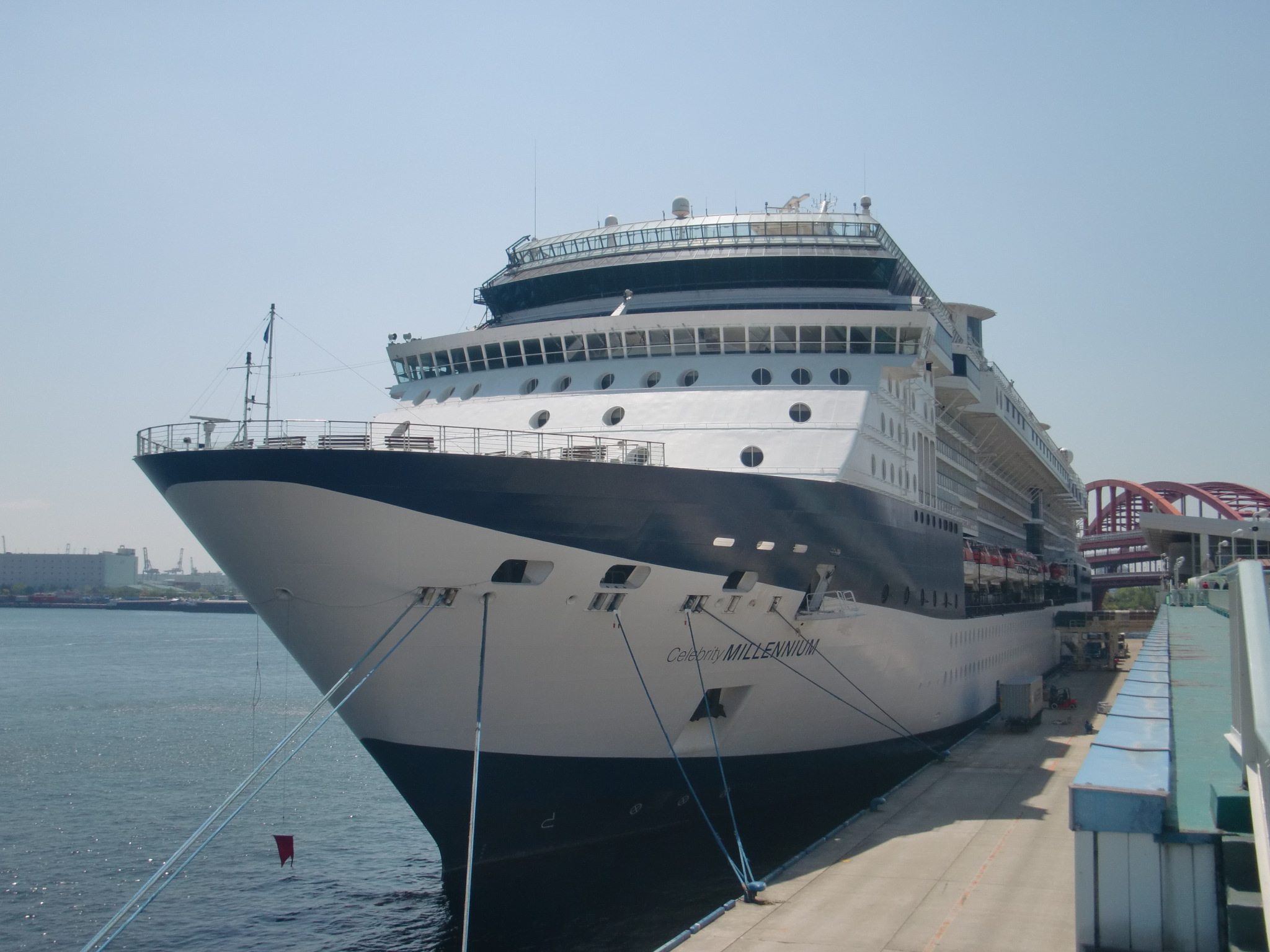
神戸港第4突堤に寄港したセレブリティ・ミレニアム（2013年4月28日）

#### ミレニアム級
9万1000総トン。
- セレブリティ・ミレニアム（2000年6月就航）
- セレブリティ・インフィニティ（2001年3月就航）
- セレブリティ・サミット（2001年10月就航）
- セレブリティ・コンステレーション（2002年5月就航）

ミレニアムクラスはセレブリティ・クルーズがロイヤル・カリビアン・インターナショナル傘下となってから初めて計画、建造されたクラスである。フランスのサン・ナゼール造船所（現在のSTXヨーロッパ サン・ナゼール工場）で建造された。全ガスタービン発電・ポッド式電動推進として建造された。しかし、昨今のジェット燃料価格の高騰により採算性に大きな影響を生じているため、2007年から順次発電動力として出力11.2MWのヴァルチーラ製低公害型ディーゼル発電機（低価格な重油を使用可能）一基を追加する工事を受けている。これにより、停泊中から中速巡航時までの速度域でガスタービン機関を稼働させなくて済むようになり、年間の燃料費節約は一隻あたり7百万ドルに達するとの事である。これは工事経費一隻あたり1,800万ドルを3年以内で償還できる額である。また、ミレニアムクラスのポッド推進器は英ロールス・ロイスと仏アルストームが共同開発したマーメイド・ポッドであるがこの不具合によって運航に支障を来す事があったため、賠償問題に発展した事がある。RCIが保有するほぼ同サイズのクラス、レイディアンス級はミレニアム級と同様なガスタービン発電・ポッド式電動推進であるがポッド推進器にはヴァルチーラ社製のアジポッドを採用しており、推進器の問題は顕在化していない。

#### センチュリー級
- セレブリティ・センチュリー（7万1545総トン、1995年12月就航/2006年改装）

セレブリティ・クルーズがロイヤル・カリビアン・インターナショナル傘下となる前に計画されたクラスで、セレブリティ・クルーズで初めて7万総tを超えるクラスとなった。建造はドイツのマイヤー・ヴェルフト社のパーペンバーグ造船所で、従来型のディーゼル主械とスクリュー・プロペラによる推進方式である。同型三隻が建造されたがセレブリティ・ギャラクシーとセレブリティ・マーキュリーは現在はドイツのTUI AGとRCIが共同出資して設立した若者向けブランドであるTUIクルーズに移籍している。マーキュリー(及びギャラクシー)は船体をセンチュリーの246.5mに対し263.9mと約17m延長しており総トン数で約6,000t大型化していた。

#### セレプリティ・エクスペディション
- セレブリティ・エクスペディション（2824総トン、2001年就航）

現在ガラパゴス諸島へのクルーズに従事している「探検クルーズ」型の客船で、総客室数は46室、乗客数定員はわずか98名の小型船である。

### アザマラクルーズ・ブランド
アザマラクルーズ（3万277総トン） - 2001年に運航を停止したルネサンス・クルーズのR級クルーズ客船の内、R.SixとR.Sevenを取得したもの。乗客定員700名。ディーゼル電気推進。
- アザマラ・ジャーニー（2000年就航/2007年5月改装）
- アザマラ・クエスト（2000年就航/2007年10月改装）

## 事件・事故
- 2010年2月から3月にかけて、セレブリティ・マーキュリーの船内にて、ノロウイルスが原因と推測される集団食中毒が連続3回発生。同年3月15日、アメリカ疾病予防管理センター（CDC）は、原因を詳しく調べるため運航を少なくとも4日間停止するよう勧告を出した[2]。

## 参考
1. ↑  “クルーズに関する豆知識 | クルーズのゆたか倶楽部”. www.yutakaclub.co.jp. 2018年9月18日閲覧。
2. ↑  米クルーズ船で３度目の食中毒　当局が運航一時停止を勧告（2010年3月16日 CNN.co.jp） Archived 2010年3月23日, at the Wayback Machine.